# Fragile (album de Francis Cabrel)
Pour les articles homonymes, voir Fragile.
Albums de Francis Cabrel
Les Chemins de traverse
(1979) Carte postale
(1981)
Singles
1. L'Encre de tes yeux
Sortie : 1980
2. Je pense encore à toi
Sortie : 1980
3. La Dame de Haute-Savoie
Sortie : 1981

Fragile est le troisième album studio de Francis Cabrel. Il est paru le 20 mai 1980 sur le label CBS Records.

## L'album
L'album s'est vendu à plus d'un million d'exemplaires et a été certifié Disque de diamant. Il contient des chansons incontournables du chanteur, dont notamment L'Encre de tes yeux, La Dame de Haute-Savoie ou encore Je pense encore à toi, toutes les trois ayant fait l'objet d'un single.
La pochette de l'album, qui est la même que celle du 45 tours L'encre de tes yeux, propose une photo de Jean-Baptiste Mondino où en noir et blanc, Francis Cabrel est debout, les bras croisés, en plan américain,.

## Liste des pistes
Paroles et musique de Francis Cabrel, sauf indication contraire.
Face 1
| No | Titre                          | Auteur | Durée |
| -- | ------------------------------ | ------ | ----- |
| 1. | La Dame de Haute-Savoie        |        | 3:02  |
| 2. | L'Encre de tes yeux            |        | 3:07  |
| 3. | De l'autre côté de toi         |        | 3:10  |
| 4. | Trop grand maintenant          |        | 2:42  |
| 5. | Elle écoute pousser les fleurs |        | 2:41  |
| 6. | Je pense encore à toi          |        | 2:12  |

Face 2
| No  | Titre                    | Auteur                               | Durée |
| --- | ------------------------ | ------------------------------------ | ----- |
| 7.  | Cool papa cool           |                                      | 2:54  |
| 8.  | Si tu la croises un jour |                                      | 3:10  |
| 9.  | Le Petit Gars            | F. Cabrel, Georges Augier de Moussac | 3:12  |
| 10. | Plus personne            |                                      | 3:21  |
| 11. | Dernière Chanson         |                                      | 3:02  |

## Musiciens
- Francis Cabrel : chant, guitares, chœurs
- Georges Augier de Moussac : guitares, basse
- Gérard Bikialo : claviers
- Roger Secco : batterie, percussions

## Musiciens additionnels
- Patrice Tison, José Souc et Tony Sadler : guitare sur L'Encre de tes yeux
- Jean-Pierre Bucolo : guitare électrique sur Trop grand maintenant, Elle écoute pousser les fleurs
- Roger Loubet : piano jouet sur Trop grand maintenant, Elle écoute pousser les fleurs
- Louis Justine : basse sur Cool papa cool
- Jeff Calver: tambourin sur Si tu la croise un jour
- Jacques Cardona et François Porterie: chœurs sur Le petit gars

## Crédits
- Enregistré au Studio Condorcet de Toulouse par Jean-Michel et François Porterie
- Mixé à Red Bus Studio de Londres par Jeff Calver
- Collaboration artistique : Guy Pons et Richard Seff
- Pochette réalisée par Jean-Baptiste Mondino
- Editeur : Les éditions 31
- Gravure : Studio Berthier - CBS

## Charts & certification
| Pays   | Ventes      | Certification | Date       |
| ------ | ----------- | ------------- | ---------- |
| France | 1 000 000 + | Diamant       | 27/05/1997 |